# Phrynarachne rothschildi
Phrynarachne rothschildi is een spinnensoort uit de familie van de krabspinnen (Thomisidae).
De wetenschappelijke naam van de soort werd in 1903 gepubliceerd door Reginald Innes Pocock & Rothschild.